# بيل فليت
بيل فليت هو لاعب هوكي الجليد كندي، ولد في 21 يوليو 1943 في Vermilion, Alberta ‏ في كندا، وتوفي في 12 يوليو 1999 في إدمونتون في كندا.

## وصلات خارجية
- بيل فليت على موقع دوري الهوكي الوطني (الإنجليزية)
- بيل فليت على موقع قاعة مشاهير الهوكي (لاعب أن.إتش.أل) (الإنجليزية)
- بيل فليت على موقع EliteProspects.com (الإنجليزية)
- بيل فليت على موقع HockeyDB.com (الإنجليزية)
- بيل فليت على موقع Hockey-Reference.com (الإنجليزية)